# Удовиченко, Александр Гаврилович
Александр Гаврилович Удовиченко (18 ноября 1904, село Тарасовка, теперь Зеньковского района Полтавской области — 22 сентября 1938, расстрелян) — советский партийный деятель, 2-й секретарь Организационного бюро ЦК КП(б)У по Полтавской области. Депутат Верховного Совета СССР 1-го созыва.

## Биография
Родился в семье крестьянина-бедняка. Окончил сельскую школу. Батрачил.
Член ВКП(б) с 1927 года.
Находился на комсомольской работе. В 1929 — 1930 г. — секретарь Ростовского районного комитета ЛКСМУ Полтавского округа.
В 1930 — 1932 г. — слушатель рабочего факультета при Харьковском институте советского строительства и права.
С 1932 года — заведующий агитационно-пропагандистского отдела Новогеоргиевского районного комитета КП(б)У, заведующий организационного отдела Новогеоргиевского районного комитета КП(б)У Харьковской области. Затем — секретарь Оболонского районного комитета КП(б)У Харьковской области, секретарь Драбовского районного комитета КП(б)У Харьковской (с 1937 года — Полтавской) области.
В 1938 году — 2-й секретарь Организационного бюро ЦК КП(б)У по Полтавской области.
В мае 1938 года арестован органами НКВД. Репрессирован.